# Séléniure de gallium(III)
Le séléniure de gallium(III) est un composé chimique de formule Ga2Se3. C'est un semi-conducteur de type p. Il se présente sous la forme d'un solide noir dur et cassant, qui devient rouge lorsqu'il est finement divisé. Le Ga2Se3 α présente une structure cristalline de type sphalérite (blende) du groupe d'espace F43m (no 216) qui adopte une structure wurtzite (Ga2Se3 β) lorsqu'on le chauffe au-delà de 550 à 600 °C.
Le séléniure de gallium(III) peut être obtenu en faisant réagir du gallium avec du sélénium à haute température :
2 Ga + 3 Se → Ga2Se3.
Le séléniure de gallium(III) s'hydrolyse lentement dans l'eau et plus rapidement dans les acides minéraux pour former du séléniure d'hydrogène H2Se, un gaz toxique. Les propriétés réductrices de l'anion séléniure le rend vulnérable aux oxydants.